# Chrysallida marthinae
Chrysallida marthinae é uma espécie de molusco pertencente à família Pyramidellidae.
A autoridade científica da espécie é Nofroni & Schander, tendo sido descrita no ano de 1994.
Trata-se de uma espécie presente no território português, incluindo a zona económica exclusiva.